# گمینا مینزبوژ
گمینا مینزبوژ (به لهستانی:  Gmina Międzybórz) یک گمینا در لهستان است که در شهرستان اولشنگتسا واقع شده‌است. گمینا مینزبوژ ۸۸٫۶۲ کیلومتر مربع مساحت و ۵٬۰۱۶ نفر جمعیت دارد.